# Mosquée de Giyasly
 (octobre 2021).
La mosquée de Giyasly (en azéri : Qiyaslı məscidi) est un édifice religieux musulman situé dans le village de Giyasly appartenant au district d'Agdam, en Azerbaïdjan. 

## Histoire
La mosquée a été construite au XVIIIe siècle. Au début des années 1990, lors de la première guerre du Haut-Karabagh, le village de Giyasly a été occupé par les forces militaires arméniennes avant d'être restitué à l'Azerbaïdjan après la deuxième guerre du Haut-Karabagh en 2020. Le photojournaliste franco-iranien Reza Deghati affirme qu'avant de quitter la région, les Arméniens avaient mis le feu à la mosquée de Giyasly[réf. à confirmer]. La photojournaliste azerbaïdjanaise Rena Effendi (en) écrit dans National Geographic que les ruines de la mosquée ont servi de grange. Le correspondant de Kommersant, Kirill Krivocheev, a noté qu'il y avait des tas de foin dans la mosquée du village et qu'un corral avait été aménagé à proximité
Le 2 août 2001, le Cabinet des ministres de la république d'Azerbaïdjan a placé la mosquée sous la protection de l'État en tant que monument architectural d'importance locale.
Des travaux de restauration sont lancés en 2022 et la mosquée reconstruite est rouverte le 18 juillet 2025, en présence du président Ilham Aliyev.

## Galerie

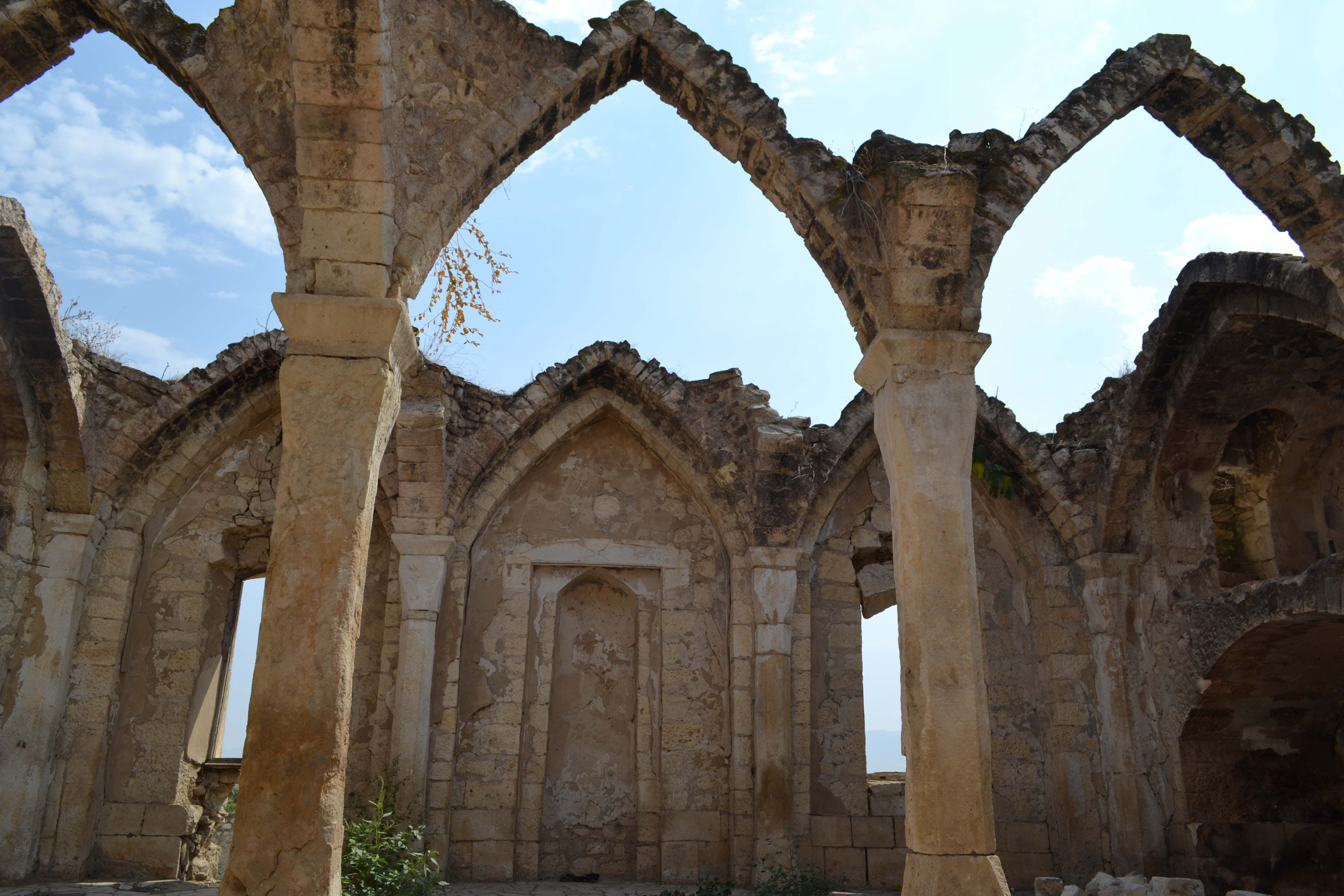
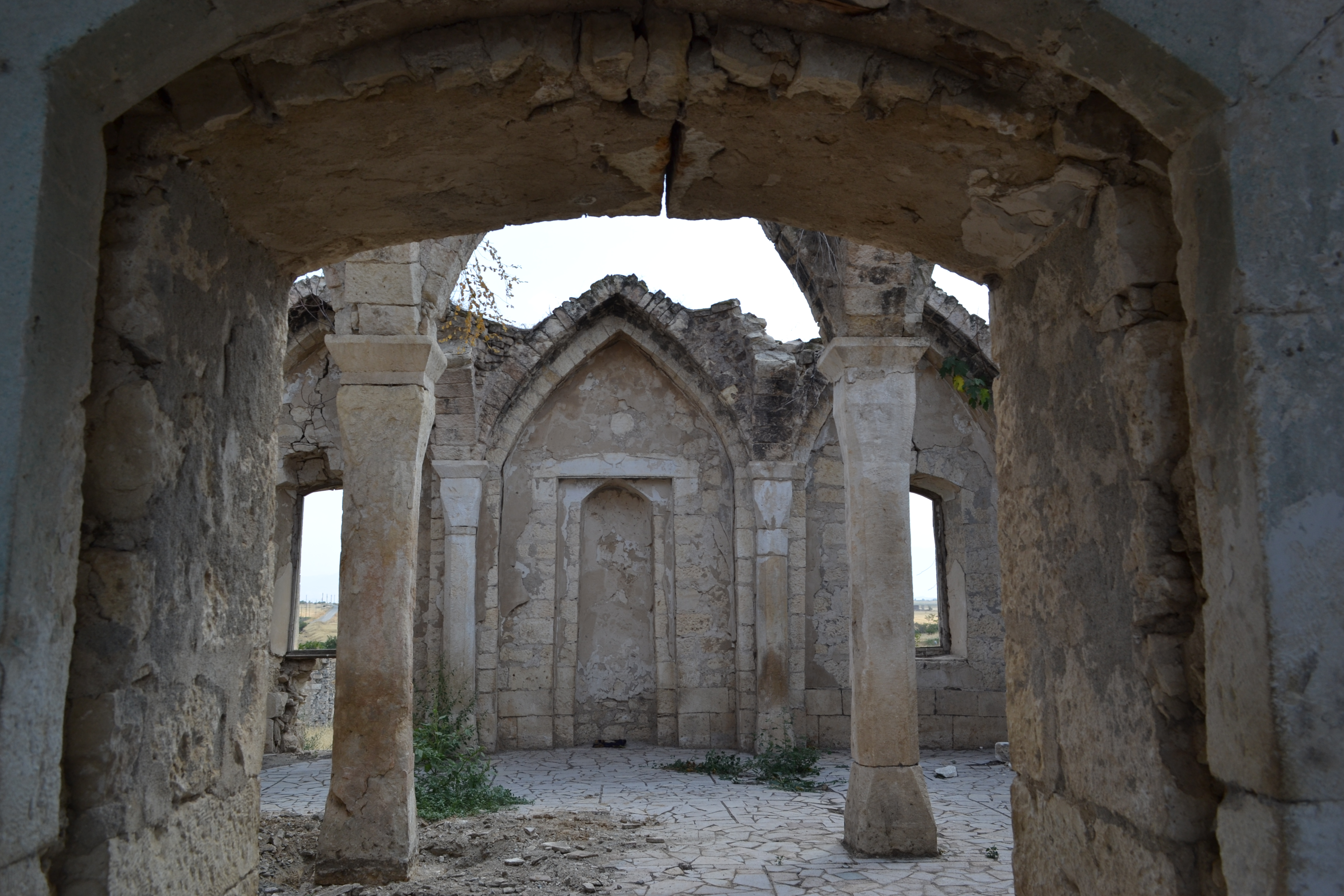
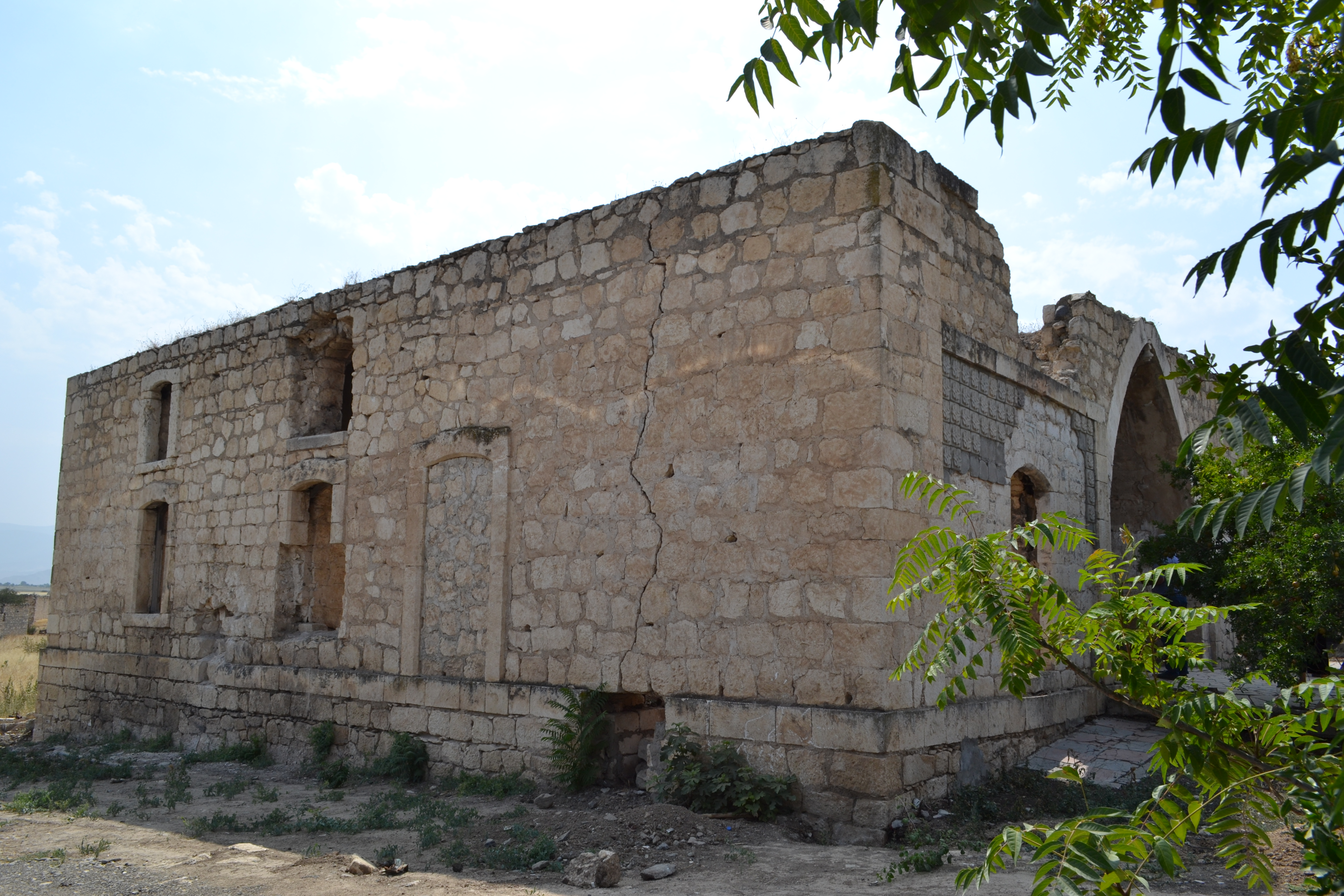
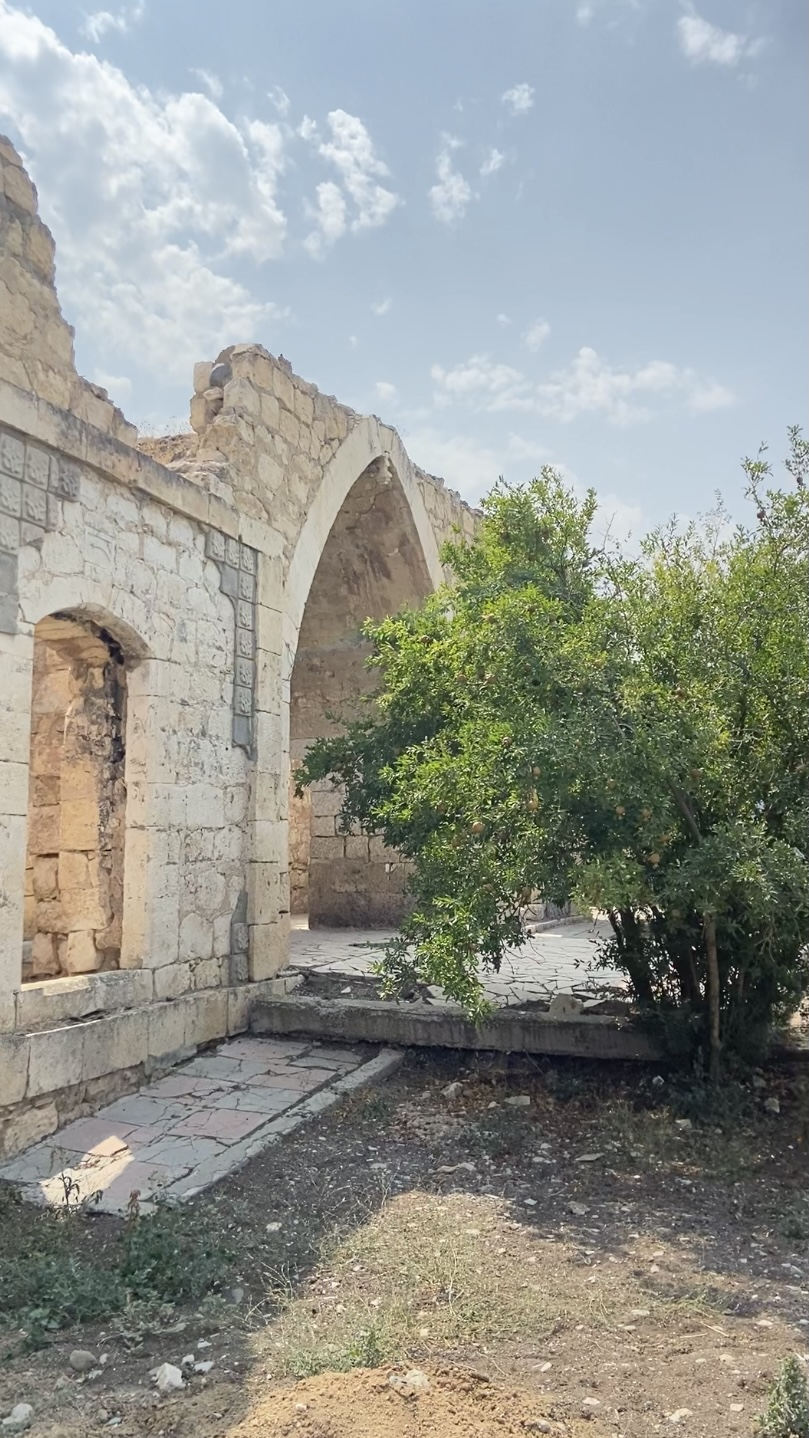